# هواپیمای خیابان رو

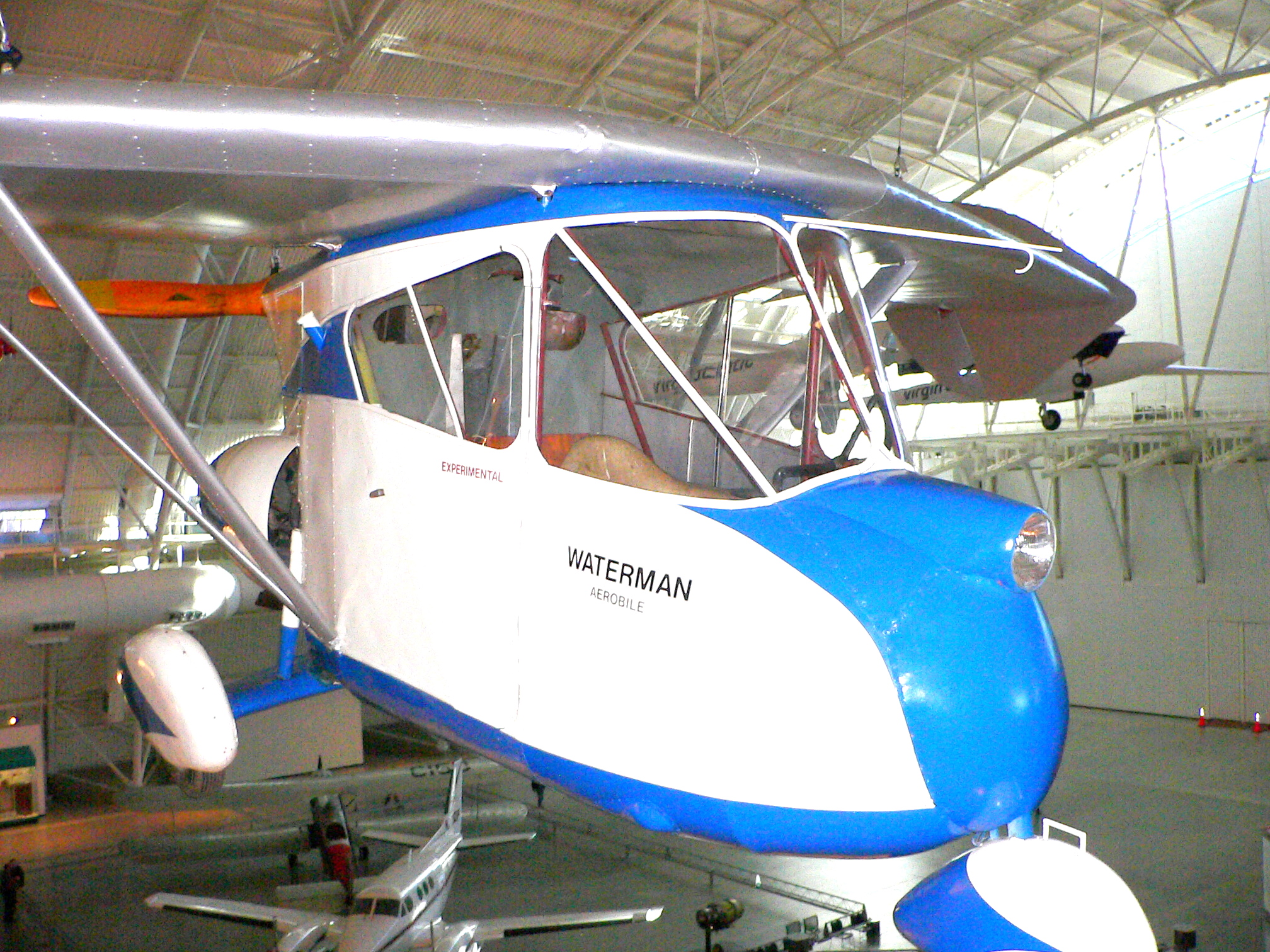
هواپیمای خیابان رو Waterman در موزه اسمیتسونیان

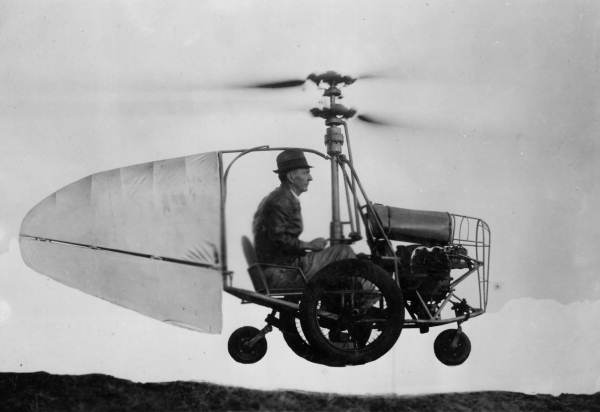
اتومبیل قابل پرواز جس دیکسون ۱۹۴۰

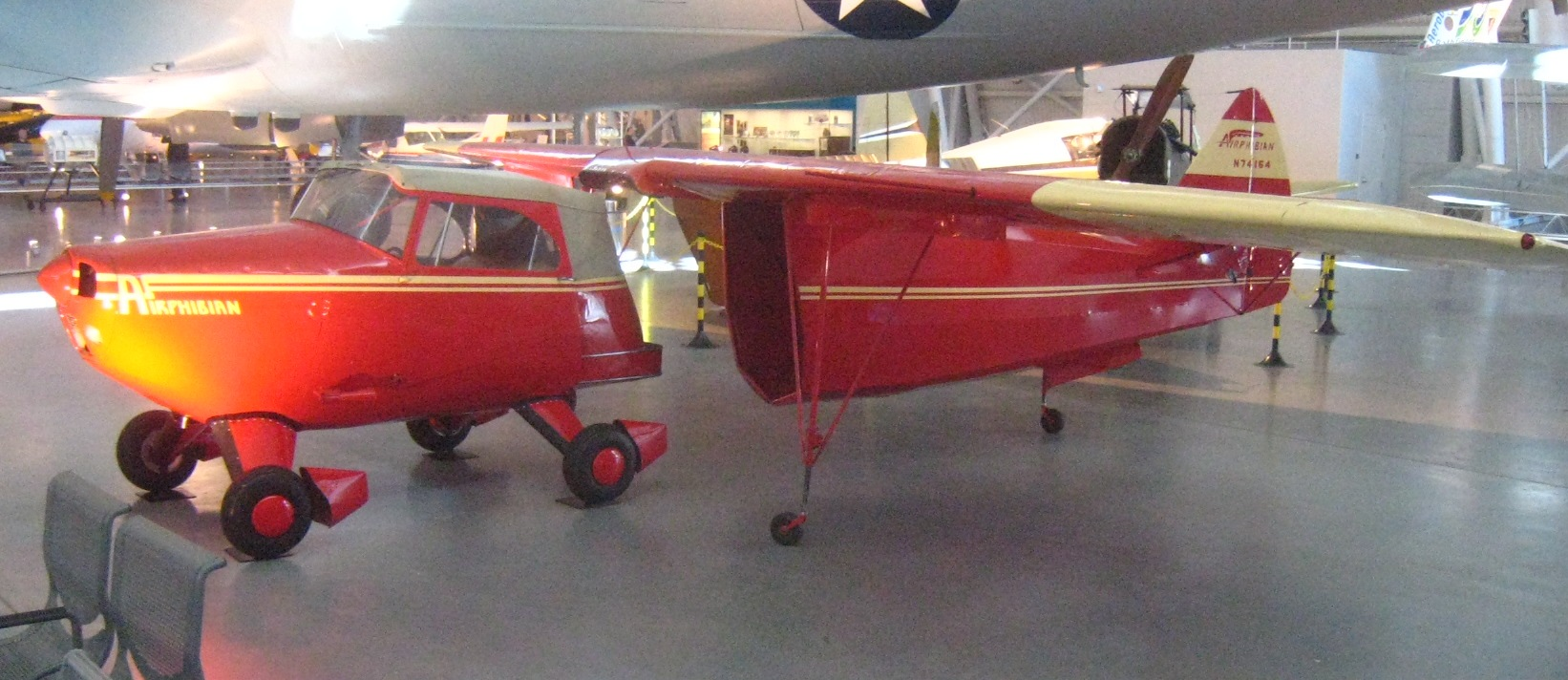
Fulton Airphibian FA-3-101

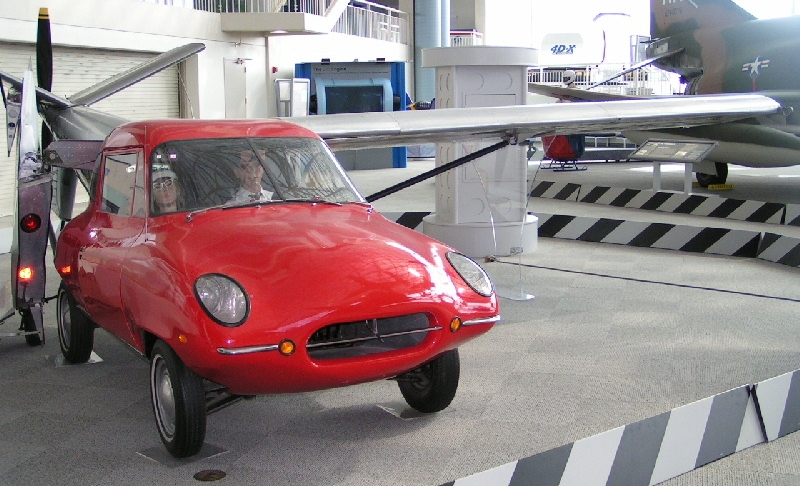
Moulton Taylor's Aerocar III

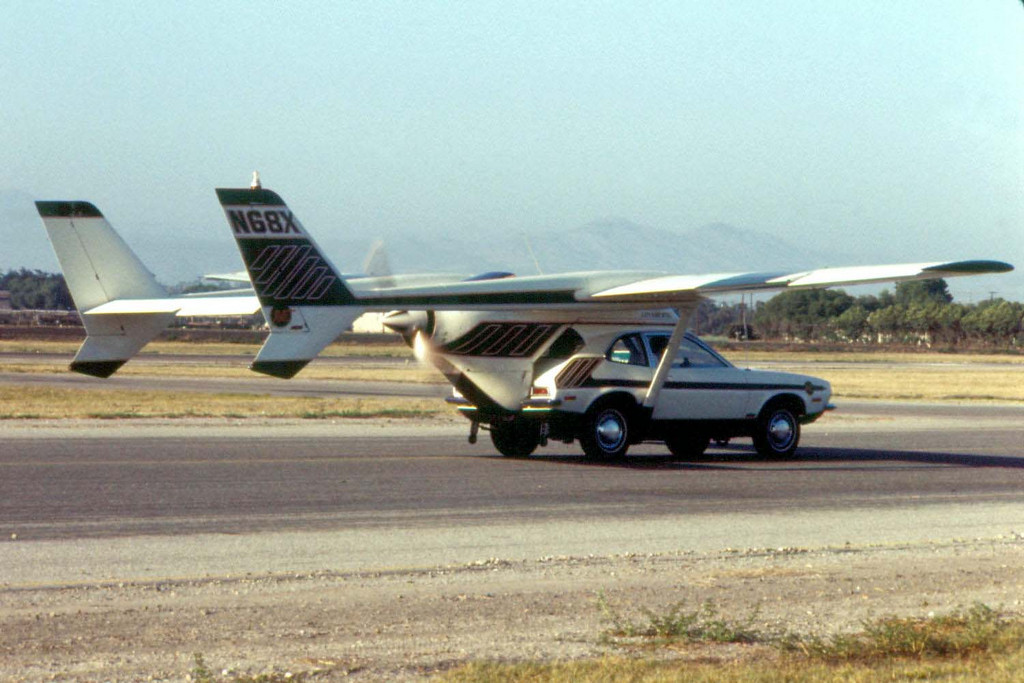
هواپیمای خیابان رو میزار محصول Advanced Vehicle Engineers، اوت ۱۹۷۳

هواپیمای خیابان رو (به انگلیسی: roadable aircraft) (همچنین به عنوان یک ماشین قابل پرواز عنوان می‌شود) یک وسیله نقلیه ترکیبی است که از ترکیب قابلیت پرواز یک هواپیما با خصوصیت رانندگی یک خودرو بر روی زمین به وجود آمده‌است. هواپیمای خیابان رو عموماً به عنوان هواپیمای کوچکی شناخته می‌شود که بال‌های جمع شدنی دارد و آزادی پرواز در آسمان آزاد و همچنین رانندگی راحت و روان را در سطح جاده دارد.
بیشتر هواپیماهای خیابان ررو به یک یا دو سبک تقسیم می‌شوند: یکپارچه (تمامی اجزا توسط خود وسیله نقلیه یا یک حمل کننده متصل آن قابل جابجایی است) یا ماژولار (برخی از قسمت‌های مربوط به پرواز زمانی که خودرو بر روی زمین است در فرودگاه گذاشته می‌شود).

## تاریخچه
گلن کرتیس اصلی‌ترین رقیب برادران رایت، اولین شخصی بود که یک هواپیمای خیابان رو را طراحی کرد. هواپیمایی خیابان رو سنگین و سه باله وی قابلیت پرش‌های کوتاه را داشت اما قادر به پرواز نشد.